# 배신의 계절 (드라마)
《배신의 계절》은 1986년 1월 12일에 MBC TV에서 방영되었던 100회 특집 베스트셀러극장이다.

## 줄거리
제주도 해안에 자리잡은 한 정신병원의 부속건물에서 의문의 화재가 발생한다. 이 화재로 병원 등을 상속받기로 되어 있던 3명 중 오민수(박영태)가 목숨을 잃고, 민지영(남영진)은 심한 화상을 입는다. 한현우(김광배)만 상처 하나 입지 않는다. 경찰은 이 사건을 실수로 벌어진 화재로 단정하지만 병원 근처 성당의 종지기인 영하(이호재)는 경찰의 수사에 의문을 품고 자기 나름대로 사건에 대해 조사하는데...

## 출연
- 이상숙
- 이호재
- 남영진
- 김광배
- 박영태
- 채은희
- 국정환
- 서갑숙
- 김수일
- 조건월
- 박윤배
- 김흥수
- 문용민